# 始鰮鯨屬
始鬚鯨（Eobalaenoptera）是已滅絕的鬚鯨。牠最初是由美國維吉尼亞自然歷史博物館的研究員於2004年描述。
始鬚鯨的化石是一個部份骨骼，於1990年在美國維吉尼亞州加羅林縣的中新世中期卡爾弗特地層發現。始鬚鯨長11米，與包含現今鬚鯨科及灰鯨科的鯨魚分支有相似的形態特徵。
化石估計是屬於1400萬年前，故始鬚鯨是过渡的分支成員，較其他的要老300-500萬年。始鬚鯨亦填充了最早已知的化石紀錄及估計分支的時間之間存在了的空檔期。分子分析認為這個分支時間約為2500萬年前。
始鬚鯨的模式種是哈里遜始鬚鯨，是為紀念博物館內的一名義工Carter Harrison。

## 外部連結
- Whale and Dolphin Conservation Society (WDCS)（页面存档备份，存于）